# 권중철
권중철(權重喆)은 일제강점기의 경찰 간부이다.
공주와 대전 등 충청남도 지역에서 경찰 간부로 근무했다. 1923년에 예산경찰서에서 경부보로 근무했고, 1925년에는 강경경찰서 경부로 승진했다. 
2008년 민족문제연구소에서 친일인명사전에 수록하기 위해 정리한 친일인명사전 수록예정자 명단에 포함되었다. 